# بکووتسه
بکووتسه (به لهستانی:  Bykowce) یک روستا در لهستان است که در گمینا سانوک واقع شده‌است. بکووتسه ۴۷۰ نفر جمعیت دارد.